# Chen Shunli
Chen Shunli (chinesisch 陈舜礼; * 1917 in Fenghua, Zhejiang; † 10. Dezember 2003) war ein chinesischer Wirtschaftswissenschaftler, Hochschullehrer und Politiker der Chinesischen Vereinigung zur Förderung der Demokratie, der unter anderem zwischen 1992 und 2003 Vize-Vorsitzender der Chinesische Vereinigung zur Förderung der Demokratie war. Er war des Weiteren zwischen 1988 und 1998 Mitglied des Ständigen Ausschusses des Nationalen Volkskongresses. 

## Leben
Chen Shenli begann nach dem Besuch der Nanjing Jinling High School ein Studium an der Wirtschaftswissenschaftlichen Fakultät der Tsinghua-Universität und beendete dieses 1939. Danach wurde er Direktor von Filialen der Farmers Bank of China und absolvierte von 1945 bis 1948 ein postgraduales Studium an der University of Oxford. Nach seiner Rückkehr übernahm er 1949 eine Professur an der Nankai-Universität in Tianjin und war dort ab 1958 auch als Prodekan für Lehre tätig. Ende der 1950er Jahre begann er zudem sein politisches Engagement für die Chinesische Vereinigung zur Förderung der Demokratie und war bis 1979 Kandidat des Zentralkomitees dieser Partei sowie für einige Zeit Vize-Vorsitzender der Partei in Tianjin. 1959 wechselte er als Professor sowie Prodekan für Lehre an die Shanxi-Universität und war zeitweilig auch Präsident dieser Universität.
1964 wurde Chen Mitglied des Nationalkomitees der Politischen Konsultativkonferenz des chinesischen Volkes (PKKCV), ein beratendes Gremium im Staatsapparat der Volksrepublik China, das sowohl aus Mitgliedern der KPCh wie aus Nichtparteimitgliedern oder Mitgliedern anderer Parteien, den sogenannten „Acht Demokratischen Parteien und Gruppen“, besteht. Er gehörte dem Nationalkomitee der PKKCV nach seiner Bestätigung 1978 in der vierten und fünften Legislaturperiode bis 1983 an. Daneben fungierte er zwischen 1964 und 1983 auch als Vize-Vorsitzender des Komitees der Politischen Konsultativkonferenz des chinesischen Volkes in der Provinz Shanxi. Er war ferner Direktor des Exekutivbüros des Zentralkomitees der Chinesischen Vereinigung zur Förderung der Demokratie. Er wurde 1979 Mitglied des Zentralkomitees der Partei und gehörte diesem Gremium bis 1983 an. Darüber hinaus war er zwischen 1983 und 1988 in der sechsten Legislaturperiode Mitglied des Ständigen Ausschusses des Nationalkomitees der PKKCV.
Im Anschluss war Chen Shunli in der siebten und achten Legislaturperiode zwischen 1988 und 1998 Mitglied des Ständigen Ausschusses des Nationalen Volkskongresses, ein Komitee mit etwa 150 Mitgliedern des Nationalen Volkskongresses, welcher zwischen Plenartreffen des Nationalen Volkskongresses einberufen wird und gemäß der Verfassung der Volksrepublik China Gesetzgebungen innerhalb einer vom Volkskongress gestellten Frist bearbeitet, womit er de facto das Parlament der Volksrepublik ist. 1992 übernahm er die Funktion als Vize-Vorsitzender der Chinesische Vereinigung zur Förderung der Demokratie und behielt diese bis zu seinem Tode am 10. Dezember 2003.